# حبوه الحصينة (المضاربة والعارة)

تعديل مصدري - تعديل

حبوه الحصينة هي إحدى قرى عزلة المضاربة بمديرية المضاربة والعارة التابعة لمحافظة لحج، بلغ تعداد سكانها 21 نسمة حسب تعداد اليمن لعام 2004.